# Atarba (Atarba) panamensis
Atarba (Atarba) panamensis is een tweevleugelige uit de familie steltmuggen (Limoniidae). De soort komt voor in het Neotropisch gebied.